# Mirafra affinis
La Alondra de Jerdon (Mirafra affinis)  es una especie de ave paseriforme perteneciente a la familia  Alaudidae.  Se encuentra en el sur de la India. Esta especie fue considerada una subespecie de Mirafra assamica. Sin embargo, diferentes estudios recientes, han demostrado que es una especie separada.

## Descripción
M. affinis se encuentra en el sureste de la India y Sri Lanka, con una extensión global estimada de  100.000-1.000.000 de kilómetros cuadrados. 
[ editar ] Hábitat
Ha demostrado poder adaptarse a una variedad de hábitats abiertos hasta una altura máxima de 1.500 metros. Algunos de estos son los perímetros forestales, matorrales rocosos, prados y claros de matorrales de montaña en los bosques de tipo abierto, arbustos en tierras agrícolas no utilizadas, y los matorrales de bambú . 